# 井上宗一郎
井上 宗一郎（いのうえ そういちろう、1999年5月7日 - ）は、東京都出身の男子プロバスケットボール選手である。ポジションはパワーフォワード。仙台89ERS所属。

## 来歴
福岡大附大濠高校から筑波大学に進み、第73回全日本大学バスケットボール選手権大会では全5試合に先発出場し、チームの3位入賞に貢献。
一方で、2017-18シーズンにはライジングゼファーフクオカ、2020-21シーズンには三遠ネオフェニックスにそれぞれ特別指定選手として所属した。
2021年12月24日、サンロッカーズ渋谷とプロ契約。
2022年7月1日、2023年ワールドカップアジア地区予選オーストラリア戦に出場する日本代表メンバーに選出される。
2023年6月12日、越谷アルファーズへ移籍した。
2025年5月23日、仙台89ERSへ移籍した。

## 経歴
- 福岡大大濠高校
  - ライジングゼファー福岡（特別指定選手：2017-18）
- 筑波大学
  - 三遠ネオフェニックス（特別指定選手：2020-21）
- サンロッカーズ渋谷（2021-2023）
- 越谷アルファーズ（2023-2025）
- 仙台89ERS（2025-）

## 日本代表歴
- 2023W杯アジア予選オーストラリア戦